# Clericis laicos
La butlla Clericis laicos va ser promulgada pel papa Bonifaci VIII el 24 de febrer de 1296. Per tal de posar fi al conflicte que mantenia en guerra al regne d'Anglaterra amb el de França, Bonifaci VIII va enviar dos llegats amb la indicació de proclamar una treva que posés fi, almenys temporalment a les hostilitats de manera que poguessin començar, amb l'ajuda dels mateixos llegats, la negociació. No obstant això, els llegats en arribar a les seves respectives destinacions no van comunicar el missatge papal, doncs van considerar millor esperar una treva d'acord que una imposada. Més tard, van rebre el text de la butlla perquè la publiquessin a Anglaterra i a França tot i que el decretal era dirigit a totes les autoritats polítiques de la cristiandat. El motiu eren els impostos gravats per les monarquies amb la finalitat de sostenir les despeses de guerra.
El papa recordava als prínceps que d'acord amb els cànons dels concilis del Laterà (III i IV) no podien disposar dels béns eclesiàstics sense el permís previ del papa. Després prohibia, sota pena d'excomunió, que les autoritats temporals cobressin o rebessin impostos del clergat sense una autorització prèvia del Papa. La pena d'excomunió i deposició aconseguia també als clergues que acceptessin el pagament del tribut. Els laics que col·laboressin en el cobrament de tals imposats també quedaven excomunicats.
L'agost de 1296, Bonifaci VIII sol·licitava encara al llegat a França que publiqués la butlla o que almenys donés notícies que l'ordre havia estat complerta. No obstant això, Felip el Bell havia reaccionat de forma contrària prohibint que cap delme o diners passessin a Roma i impedint la publicació de la butlla. Finalment es va aconseguir un acord de compromís entre el rei de França i el Papa.
El títol d'aquesta butlla prové de les primeres paraules del començament: Clericis laicos infestos oppido tradit antiquitas (És una antiga tradició que els laics siguin absolutament contraris als clergues).